# 19-es busz (Budapest, 1957–1979)
A budapesti 19-es jelzésű autóbusz a Baross tér, Keleti pályaudvar és a Csertő utca között közlekedett. A viszonylatot a Budapesti Közlekedési Vállalat üzemeltette.

## Története
A 19-es busz 1957. június 10-én indult a Goldmark Károly utca és a Hősök tere között a Déli pályaudvar – Krisztina körút – Mikó utca – Attila út – Lánchíd – Népköztársaság útja útvonalon. 1957. december 30-án a Hősök tere végállomását áthelyezték a Jókai térre. 1958. november 15-én meghosszabbították a Jeszenák utcáig a Tanács körút–Rákóczi út–Kerepesi út–Fogarasi út–Nagy Lajos király útja útvonalon. 1960. február 22-én 19A jelzéssel betétjárata is közlekedett a Déli pályaudvar és a Jeszenák utca között. 19B jelzéssel 1963 nyarán a Keleti pályaudvar és a Déli pályaudvar között, majd 1963. december 2-ától a Vörösmarty tér és a Jeszenák utca között közlekedett autóbuszjárat. 1964. május 17-étől szeptember 6-áig vasárnapokon 19C jelzésű idényjellegű járat közlekedett a Keleti pályaudvar és a Déli pályaudvar között. A járat csak a Déli pályaudvar felé szállított utast. 1964. november 21-étől a Lánchíd helyett az újonnan átadott Erzsébet hídon jártak a buszok. 1970. április 2-án a 19B járat megszűnt. 1970. szeptember 1-jén elindították a 119-es jelzésű gyorsjáratot a Jeszenák utca és a Déli pályaudvar között, ezzel egy időben a 19A betétjárat megszűnt. Alig egy évvel később, metróépítés miatt 1971. június 7-én megszűnt a gyorsjárat, helyette 19A jelzésű betétjáratot indítottak Jeszenák utca és a Kuny Domokos utca között, majd 1972. március 13-án a Déli pályaudvarig hosszabbították. 1972. december 22-én a 19A betétjárat újra megszűnt, másnap a 19-es buszt pedig a Népstadionig rövidítették, ahonnan a Gvadányi utcáig járt. 1973. február 19-étől a Baross térig hosszabbították. 1979. április 3-án megszűnt. A forgalmát a 80-as trolibusz vette át változatlan útvonalon.

## Útvonala
| Csertő utca felé                                                                              | Baross tér, Keleti pályaudvar felé |
| --------------------------------------------------------------------------------------------- | --- |
| Baross tér, Keleti pályaudvar vá. – Kerepesi út – Fogarasi út – Csertő utca – Csertő utca vá. | Csertő utca vá. – Csertő utca – Fogarasi út – Kerepesi út – Lóvásár utca – Mosonyi utca – Mező Imre út – Baross tér, Keleti pályaudvar vá. |

## Megállóhelyei
| 0  | Baross tér, Keleti pályaudvar végállomás     | 22 | 7, 7A, 7, 20, 30, 30, 33, 73E, 78, 95, 120 73, 76, 78, 79 23, 24, 36, 44, 67 Budapest-Keleti |
| ∫  | Mező Imre út                                 | 21 | 33, 95 23, 24, 36                                                                            |
| 1  | Ügető (↓) Lóvásár utca (↑)                   | 20 | 95                                                                                           |
| 3  | Gumigyár                                     | 18 | 95                                                                                           |
| 5  | Hungária körút                               | 16 | 55, 55, 75, 95, 95 75                                                                        |
| ∫  | Kerepesi út                                  | 14 | 95                                                                                           |
| 7  | Fogarasi út (↓) Mexikói utca (↑)             | 13 | 95                                                                                           |
| 8  | Pillangó utca                                | 11 |                                                                                              |
| 9  | Lumumba utca                                 | 10 |                                                                                              |
| 10 | Kaffka Margit utca (↓) Antos István utca (↑) | 9  |                                                                                              |
| 11 | Nagy Lajos király útja                       | 8  | 32 62                                                                                        |
| 13 | Mályva utca                                  | 6  |                                                                                              |
| 15 | Vezér utca                                   | 4  | 131 64                                                                                       |
| 16 | Fischer István utca                          | 3  | 131                                                                                          |
| 17 | Gvadányi utca (↓) Fogarasi út (↑)            | 2  | 131                                                                                          |
| 19 | Csertő utca végállomás                       | 0  | 131                                                                                          |